# نوئل برادرزتون
نوئل برادرزتون (انگلیسی: Noel Brotherston; ۱۸ نوامبر ۱۹۵۶ – ۶ مهٔ ۱۹۹۵) بازیکن فوتبال اهل ایرلند شمالی بود.
از باشگاه‌هایی که در آن بازی کرده‌است می‌توان به باشگاه فوتبال تاتنهام هاتسپر، باشگاه فوتبال بلکبرن روورز، و باشگاه فوتبال بری اشاره کرد.
وی همچنین در تیم‌های ملی فوتبال زیر ۲۱ سال ایرلند شمالی و ایرلند شمالی بازی کرده‌است.